# Bahnstrecke Kędzierzyn-Koźle–Opole
| |                      |                                                                      |                                                                      |
| Streckennummer: | 136                  |                                                                      |                                                                      |
| Kursbuchstrecke (PKP): | 220                  |                                                                      |                                                                      |
| Kursbuchstrecke: | 121 A (1934)         |                                                                      |                                                                      |
| Streckenlänge: | 37,510 km            |                                                                      |                                                                      |
| Spurweite: | 1435 mm (Normalspur) |                                                                      |                                                                      |
| Stromsystem: | 3 kV =               |                                                                      |                                                                      |
| Streckengeschwindigkeit: | 80 km/h              |                                                                      |                                                                      |
| Zweigleisigkeit: | ja                   |                                                                      |                                                                      |
| |                      |                                                                      |                                                                      |
| \| \| \| von Racibórz (Ratibor) \| \| \| \| \| nach und von Gliwice (Gleiwitz) \| \| \| \| 0,000 \| Kędzierzyn-Koźle (Kandrzin/Heydebreck (Oberschles)[1]) \| 180 m \| \| \| \| \| \| \| \| \| Landesstraße 40 \| \| \| \| \| Kłodnica (Klodnitz) \| \| \| \| \| zur zwölften Zeile und ehem. nach Strzelce Opolskie (Groß Strehlitz) \| \| \| \| \| nach Nysa (Neisse) \| \| \| \| \| \| \| \| \| \| nach Nysa \| \| \| \| \| \| \| \| \| \| von der siebten Zeile \| \| \| \| \| Kanał Gliwicki (Gleiwitzer Kanal) \| \| \| \| 2,268 \| Abzweig Kłodnica \| 175 m \| \| \| \| nach Strzelce Opolskie \| \| \| \| 5,747 \| Raszowa (Mittenbrück; seit 1921) \| 180 m \| \| \| 6,444 \| Abzweig Raszowa \| 180 m \| \| \| \| \| \| \| \| \| Anschluss Kokerei \| \| \| \| \| \| \| \| \| 10,375 \| Zdzieszowice (Leschnitz/Odertal (Oberschles.)) \| 186 m \| \| \| 15,749 \| Jasiona (seit 1960) \| 181 m \| \| \| \| Autobahn 4 \| \| \| \| 21,380 \| Gogolin (Gogolin) \| 172 m \| \| \| \| nach Prudnik (Neustadt (Oberschles.)) \| \| \| \| \| Anschluss Kalksteinbergwerk \| \| \| \| 25,634 \| Górażdże (Waldenstein; seit 1935) \| 171 m \| \| \| \| Cementownia Górażdże \| \| \| \| \| \| \| \| \| 31,404 \| Przywory Opolskie (Przywor/Oderfest; seit 1885) \| 162 m \| \| \| 34,829 \| Opole Grotowice (seit 1975) \| 160 m \| \| \| \| von Strzelce Opolskie (Groß Strehlitz) \| \| \| \| \| \| \| \| \| \| Anschlüsse \| \| \| \| 37,510 \| Opole Groszowice (Groschowitz) \| 167 m \| \| \| \| nach Opole Wschodnie (Oppeln Ost) \| \| \| \| \| nach Opole Główne (Oppeln Hbf) \| \| |                      |                                                                      |                                                                      |
| Strecke |                      | von Racibórz (Ratibor)                                               | von Racibórz (Ratibor)                                               |
| Abzweig geradeaus, nach rechts und von rechts |                      | nach und von Gliwice (Gleiwitz)                                      | nach und von Gliwice (Gleiwitz)                                      |
| Bahnhof | 0,000                | Kędzierzyn-Koźle (Kandrzin/Heydebreck (Oberschles))                  | 180 m                                                                |
| Strecke von links · Abzweig geradeaus, nach links und nach rechts · Strecke von rechts |                      |                                                                      |                                                                      |
| Brücke · Brücke · Brücke |                      | Landesstraße 40                                                      | Landesstraße 40                                                      |
| Brücke über Wasserlauf · Brücke über Wasserlauf · Brücke über Wasserlauf |                      | Kłodnica (Klodnitz)                                                  | Kłodnica (Klodnitz)                                                  |
| Kreuzung geradeaus unten · Kreuzung geradeaus oben · Abzweig geradeaus und nach rechts |                      | zur zwölften Zeile und ehem. nach Strzelce Opolskie (Groß Strehlitz) | zur zwölften Zeile und ehem. nach Strzelce Opolskie (Groß Strehlitz) |
| Strecke · Strecke nach links · Kreuzung geradeaus unten |                      | nach Nysa (Neisse)                                                   | nach Nysa (Neisse)                                                   |
| Strecke · Strecke von links · Abzweig geradeaus und nach rechts |                      |                                                                      |                                                                      |
| Strecke · Strecke nach links · Kreuzung geradeaus oben |                      | nach Nysa                                                            | nach Nysa                                                            |
| Strecke nach links · Strecke von rechts · Strecke |                      |                                                                      |                                                                      |
| Strecke quer · Abzweig geradeaus, von links und von rechts · Strecke nach rechts |                      | von der siebten Zeile                                                | von der siebten Zeile                                                |
| Brücke über Wasserlauf |                      | Kanał Gliwicki (Gleiwitzer Kanal)                                    | Kanał Gliwicki (Gleiwitzer Kanal)                                    |
| Blockstelle | 2,268                | Abzweig Kłodnica                                                     | 175 m                                                                |
| Abzweig geradeaus und ehemals nach rechts |                      | nach Strzelce Opolskie                                               | nach Strzelce Opolskie                                               |
| Haltepunkt / Haltestelle | 5,747                | Raszowa (Mittenbrück; seit 1921)                                     | 180 m                                                                |
| Blockstelle | 6,444                | Abzweig Raszowa                                                      | 180 m                                                                |
| Strecke von links · Abzweig geradeaus und nach rechts |                      |                                                                      |                                                                      |
| Abzweig geradeaus und nach rechts · Strecke |                      | Anschluss Kokerei                                                    | Anschluss Kokerei                                                    |
| Strecke nach links · Abzweig geradeaus und von rechts |                      |                                                                      |                                                                      |
| Bahnhof | 10,375               | Zdzieszowice (Leschnitz/Odertal (Oberschles.))                       | 186 m                                                                |
| Haltepunkt / Haltestelle | 15,749               | Jasiona (seit 1960)                                                  | 181 m                                                                |
| Strecke mit Straßenbrücke |                      | Autobahn 4                                                           | Autobahn 4                                                           |
| Bahnhof | 21,380               | Gogolin (Gogolin)                                                    | 172 m                                                                |
| Abzweig geradeaus und ehemals nach links |                      | nach Prudnik (Neustadt (Oberschles.))                                | nach Prudnik (Neustadt (Oberschles.))                                |
| Abzweig geradeaus und nach rechts |                      | Anschluss Kalksteinbergwerk                                          | Anschluss Kalksteinbergwerk                                          |
| Bahnhof | 25,634               | Górażdże (Waldenstein; seit 1935)                                    | 171 m                                                                |
| Strecke · Betriebs-/Güterbahnhof Streckenanfang |                      | Cementownia Górażdże                                                 | Cementownia Górażdże                                                 |
| Abzweig geradeaus und von links · Strecke nach rechts |                      |                                                                      |                                                                      |
| Bahnhof | 31,404               | Przywory Opolskie (Przywor/Oderfest; seit 1885)                      | 162 m                                                                |
| Haltepunkt / Haltestelle | 34,829               | Opole Grotowice (seit 1975)                                          | 160 m                                                                |
| Strecke von rechts · Strecke |                      | von Strzelce Opolskie (Groß Strehlitz)                               | von Strzelce Opolskie (Groß Strehlitz)                               |
| Abzweig geradeaus und nach links · Abzweig geradeaus und von rechts |                      |                                                                      |                                                                      |
| Abzweig geradeaus und von rechts · Abzweig geradeaus und von links |                      | Anschlüsse                                                           | Anschlüsse                                                           |
| Dienststation / Betriebs- oder Güterbahnhof · Bahnhof | 37,510               | Opole Groszowice (Groschowitz)                                       | 167 m                                                                |
| Strecke nach rechts · Strecke |                      | nach Opole Wschodnie (Oppeln Ost)                                    | nach Opole Wschodnie (Oppeln Ost)                                    |
| Strecke von links · Abzweig geradeaus und nach rechts |                      | nach Opole Główne (Oppeln Hbf)                                       | nach Opole Główne (Oppeln Hbf)                                       |

Die Bahnstrecke Kędzierzyn-Koźle–Opole ist eine zweigleisige elektrifizierte Eisenbahnstrecke in der polnischen Woiwodschaft Opole.

## Verlauf und Zustand

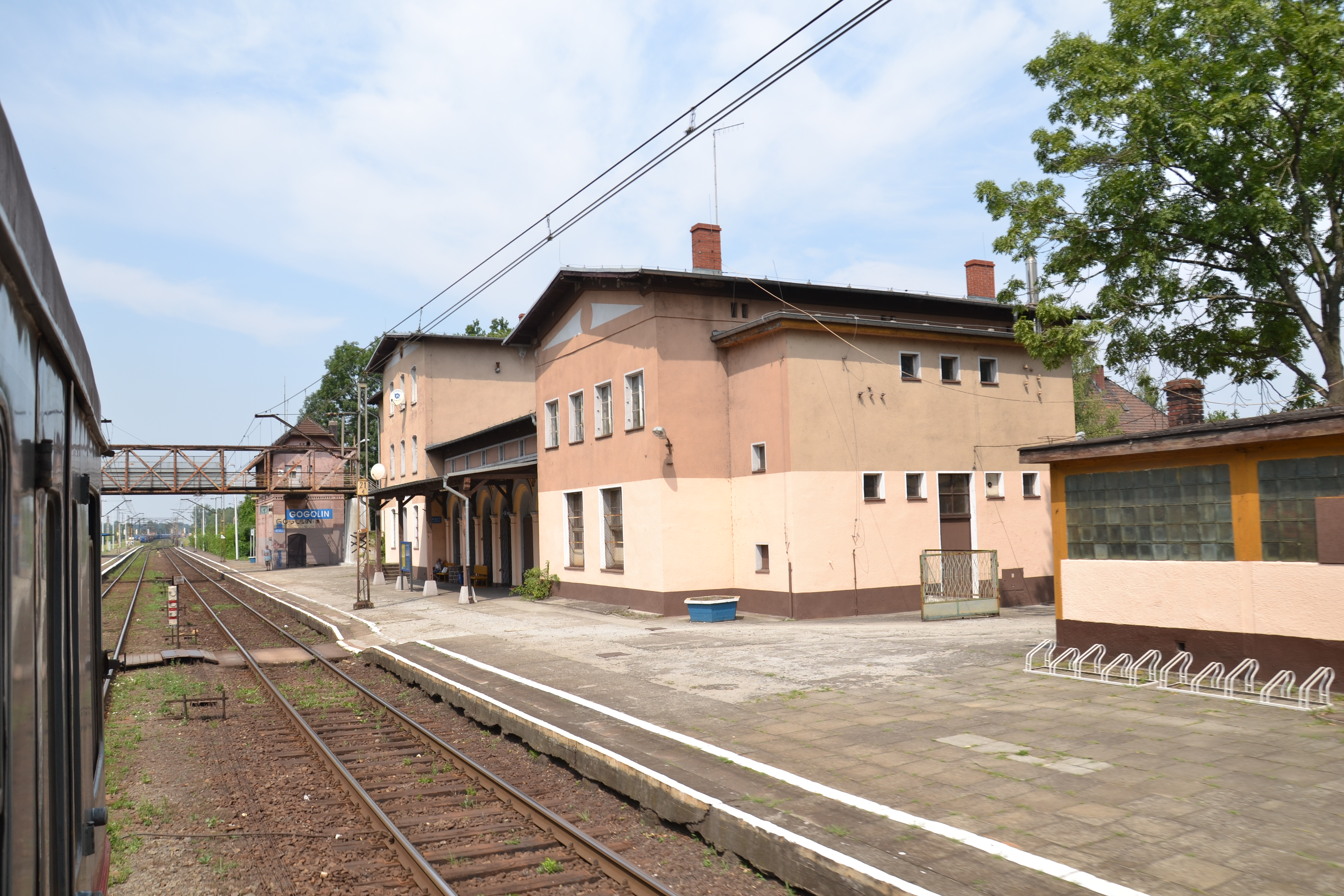
Bahnhof Gogolin (2015)

Die Strecke beginnt im Fernverkehrsbahnhof Kędzierzyn-Koźle (Kandrzin-Kosel) an der Bahnstrecke Katowice–Legnica, welcher der Anfangsbahnhof der Bahnstrecke Kędzierzyn-Koźle–Bohumín und der ehemaligen Bahnstrecke Kędzierzyn-Koźle–Kluczbork ist, und verläuft nordwestwärts zum nächsten Fernverkehrsbahnhof Zdzieszowice (Leschnitz; km 10,375) mit einem Anschluss zu einer Kokerei, weiter über Gogolin (Gogolin; km 21,380), dem Endpunkt der einstigen Neustadt-Gogoliner Eisenbahn, und Przywory Opolskie (Przywor; km 31,404) mit einem Anschluss zu einem Zementwerk von Heidelbergcement, und endet im Bahnhof Opole Groszowice (Groschowitz; km 37,510) an der Bahnstrecke Bytom–Wrocław, der auch der Anfangsbahnhof der Bahnstrecke Opole–Wrocław ist.
Die Strecke ist durchgehend zweigleisig und mit drei Kilovolt Gleichspannung elektrifiziert. Im Personenverkehr darf sie auf dem einen Gleis zwischen Kędzierzyn-Koźle und dem Kilometerpunkt 6,500 mit fünfzig, von dort bis zum Kilometerpunkt 21,100 mit achtzig, von dort bis Opole Groszowice mit sechzig Kilometern pro Stunde befahren werden; auf dem anderen Gleis bis zum Kilometerpunkt 12,200 mit fünfzig, von dort bis Przywory Opolskie mit siebzig, von dort bis kurz vor Opole Groszowice mit achtzig. Im Güterverkehr darf sie auf dem einen Gleis bis zum Kilometerpunkt 6,500 mit fünfzig, bis zum Kilometerpunkt 21,100 mit achtzig, dann wieder mit fünfzig Kilometern pro Stunde, auf dem anderen Gleis bis zum Kilometer 12,200 mit fünfzig, dann mit sechzig befahren werden.
Aufgrund der niedrigen Streckenhöchstgeschwindigkeit beträgt die Fahrzeit zwischen Kędzierzyn-Koźle und Opole Główne mindestens 46 Minuten, damit länger als beispielsweise 1914 (mindestens 33 Minuten) oder 1936 (mindestens 21 Minuten). Sämtliche Schnell- und Eilzüge dieser Fahrplanjahre brauchten weniger Zeit als die heutigen Intercity- und Twoje-Linie-Kolejowe-Züge.

## Geschichte
Die Strecke Oppeln–Cosel (damaliger Name des späteren Bahnhofs Kandrzin) wurde am 2. November 1845 gemeinsam mit der Fortführung nach Gleiwitz von der später verstaatlichten Oberschlesischen Eisenbahn eröffnet und ist bereits seit 1847 zweigleisig ausgebaut. 1945 wurde das zweite Gleis demontiert, aber 1946 (Abschnitt Kędzierzyn-Koźle–Gogolin) und 1956 (Abschnitt Gogolin–Opole Groszowice) wieder aufgebaut. Seit dem Ende des Zweiten Weltkrieges und der folgenden Angliederung des größten Teils Schlesiens an Polen gehört die Strecke zu den Polnischen Staatseisenbahnen, die sie seit dem 22. Dezember 1961 elektrisch betreiben.
Bedeutende Züge auf der Strecke waren zu Zeiten des Ersten Weltkrieges der Balkanzug, später der Schnelltriebwagenzug Berlin–Beuthen.
Ein Ausbau der Strecke auf die Höchstgeschwindigkeit von hundertsechzig Kilometern pro Stunde samt Sanierung der Bahnhöfe und Haltepunkte ist geplant.